# Витковский, Корнель
Корнель Витковский (пол. Kornel Witkowski; род. 3 января 2002, Лодзь, Польша) — польский фигурист, выступающий в одиночном катании. Чемпион Польши по фигурному катанию 2021 года.

## Биография
Два его младших брата, Милош и Виктор, также занимаются фигурным катанием.
В апреле 2021 года один из тренеров Корнеля опубликовал в Интернете видео, на котором 19-летний Витковский прыгает во время тренировки четверного лутца, что, по мнению многих специалистов, считается первой зарегистрированной успешной попыткой польского фигуриста выполнить четверной лутц.
В 2021 году стал чемпионом Польши в мужском одиночном катании.
В 2022 году представлял Польшу на чемпионате Европы, где занял итоговое восемнадцатое место.

### 2024—2025
Витковский не смог выиграть чемпионат Польши 2025 года в мужском одиночном катании, уступив Владимиру Самойлову.
В январе 2025 года представлял свою страну на чемпионате Европы в Таллине, занял итоговое восемнадцатое место.

## Результаты
CS: Challenger Series
| Соревнования                             | 20/21         | 21/22         | 22/23         | 23/24         | 24/25         |
| Международные                            | Международные | Международные | Международные | Международные | Международные |
| ---------------------------------------- | ------------- | ------------- | ------------- | ------------- | ------------- |
| CS Чемпионат Европы по фигурному катанию |               | 18            |               |               | 18            |
| CS Lombardia Trophy                      |               |               |               | 10            |               |
| CS Budapest Trophy                       |               |               |               |               | 4             |
| CS Мемориал Дениса Тена                  |               | 5             |               |               |               |
| CS Мемориал Ондрея Непелы                |               |               |               | 12            |               |
| CS Nebelhorn Trophy                      |               |               | 14            |               |               |
| CS Warsaw Cup                            |               | 24            | 11            | 14            | 4             |
| CS Tallinn Trophy                        |               |               |               |               | 11            |
| Национальные                             |               |               |               |               |               |
| Чемпионат Польши                         | 1             | 2             | 3             | 4             | 2             |